# آنس د کای
آنس د کای (به فرانسوی: Anse des Cayes) یک منطقهٔ مسکونی در فرانسه است که در سن بارتلمی در کارائیب واقع شده‌است.